# Manuel Godoy
Manuel Godoy y Álvarez de Faria Ríos (Badajoz, 12 de mayo de 1767-París, 4 de octubre de 1851) fue un noble y político español, favorito y primer ministro de Carlos IV entre 1792 y 1798, y hombre fuerte en la sombra de 1800 a 1808. Fue duque de la Alcudia y de Sueca y príncipe de la Paz por su negociación de la Paz de Basilea en 1795, título que años después Fernando VII declaró ilegal y que Godoy reemplazó, ya en el exilio, por el italiano de príncipe de Bassano. La compra del feudo de Bassano di Sutri, cerca de Roma y Viterbo, le dio derecho a este título, tras concesión del papa Pío VIII.
De origen hidalgo, fue elevado de forma meteórica al poder por Carlos IV, quien lo colmó de títulos y honores, lo casó con una prima suya, lo dotó de una inmensa riqueza y le confió los más altos cargos del Estado, ante la incapacidad de las camarillas cortesanas del inicio de su reinado, encabezadas por el conde de Floridablanca (secretario de Estado de 1777 a 1792) y el conde de Aranda (ídem en 1792), para hacer frente a las turbulencias del momento.
Como secretario de Estado (1792-1798) y generalísimo (1801-1808) estuvo al frente del Gobierno de España durante la crisis europea provocada por la Revolución francesa y las ambiciones de Napoleón Bonaparte, que culminó con la invasión francesa de 1808 y la guerra de Independencia, pocos meses después de la caída de Carlos IV y el propio Godoy a causa del motín de Aranjuez. A lo largo de su valimiento, lleno de luces y sombras, logró mantener la situación de España ante el poderío de Francia con una política exterior pragmática —en tanto que otras potencias como Austria, Prusia u Holanda eran humilladas o anexionadas—, mientras que en el interior trató de llevar a cabo un programa reformista ilustrado que generó un profundo rechazo en muchos grupos sociales, en especial entre la nobleza y el clero.
Godoy, uno de los personajes más vilipendiados de la historia de España, ha sido objeto en los últimos tiempos de una serie de estudios rehabilitadores coincidentes con el 150.º aniversario de su muerte.

## Primeros años
Nació en el número 18 de la calle Santa Lucía de Badajoz el 12 de mayo de 1767, hijo de José Alfonso Godoy Cáceres Ovando y Ríos (1731-1808), regidor perpetuo de Badajoz y alcalde de Santa Hermandad por el estamento nobiliario en 1768, 1778, 1779 y 1786 y de su segunda esposa María Antonia Justa Álvarez de Faria y Sánchez Zarzosa (1732-1836), de origen portugués pero nacida en Badajoz. Ambos pertenecían a la nobleza de provincias, lo que les permitía el acceso a cargos que únicamente podían ocupar los nobles en aquellos tiempos. Fue bautizado con los nombres de Manuel Domingo Francisco.
Su padre, José Godoy, coronel del ejército y con cargos en el gobierno municipal de Badajoz, se preocupó cuanto pudo de la instrucción de sus hijos en el aspecto intelectual y físico por medio de la práctica de la equitación y la esgrima, indispensables para que pudieran seguir con éxito la carrera militar. Después de acabar los estudios elementales, Godoy adquirió conocimientos de matemáticas, humanidades y filosofía.
En 1784 llegó a la Corte de Madrid y fue admitido por Carlos III en la Guardia de Corps, donde servía su hermano mayor Luis. Estudió francés e italiano con los hermanos Joubert, a los que manifestaba deber mucho, así como a su confesor.

## El rápido ascenso de Godoy

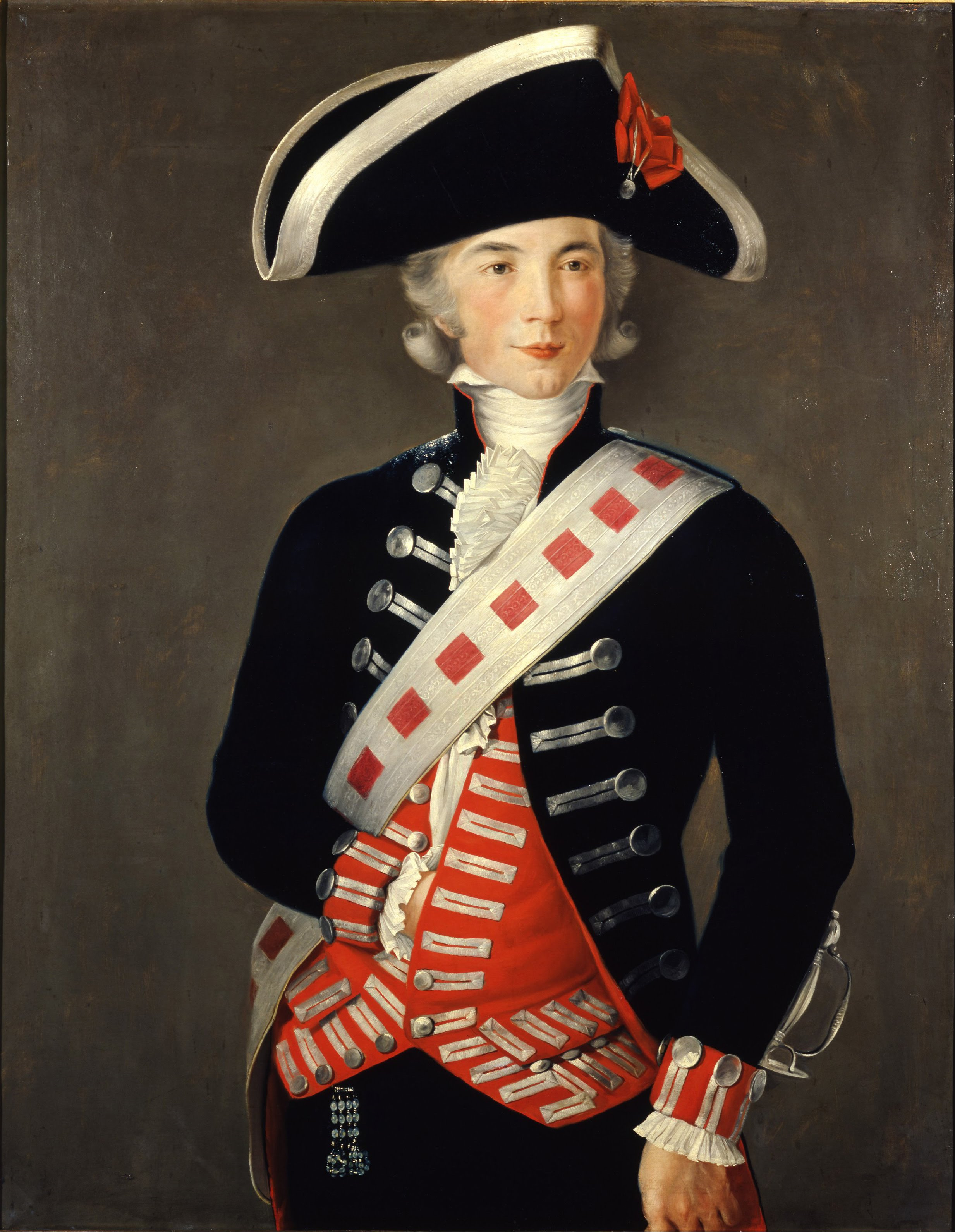
Manuel Godoy, joven Guardia de Corps (1788), pintado por Francisco Folch de Cardona, Real Academia de Bellas Artes de San Fernando.

El 15 de noviembre de 1792, ocho años después de ingresar en la Guardia de Corps, Manuel Godoy fue elevado al cargo de primer secretario de Estado o del Despacho, es decir, primer ministro o ministro universal, por el nuevo soberano Carlos IV, quien desde que subió al trono en 1788 no había cesado de llenarlo de honores: cadete, ayudante general de la Guardia de Corps, brigadier, mariscal de campo y sargento mayor de la Guardia.
Ya primer ministro, Godoy firmó el 25 de mayo de 1793 en Aranjuez el convenio provisional de alianza defensiva contra la Primera República Francesa, con los títulos de duque de la Alcudia, grande de España y de primera clase, regidor perpetuo de la ciudad de Santiago de Compostela, caballero del Toisón de Oro, gran Cruz de la Orden de Carlos III, comendador de Valencia del Ventoso y de Aceuchal en 1793 y 1796, respectivamente, consejero de Estado, primer secretario, secretario de la reina, superintendente general de Correos y Caminos, gentilhombre de cámara con ejercicio, capitán general de los Reales Ejércitos, inspector y sargento mayor del Real Cuerpo de Guardia de Corps.
A todos estos honores los reyes le añadirán el de príncipe de la Paz por la firma del segundo Tratado de Basilea el 22 de julio de 1795. Más tarde, Godoy fue nombrado señor de Soto de Roma y del Estado de Albalá; regidor perpetuo de la villa de Madrid y de las ciudades de Cádiz, Málaga, Écija y Reus, conllevando este último cargo el título de barón de Mascalbó; veinticuatro de Sevilla; caballero gran cruz de la Orden de Cristo y de la religión de San Juan; protector de la Real Academia de Nobles Artes y de los Reales Institutos de Historia Natural, Jardín Botánico, Laboratorio Químico y Observatorio.
En 1801 fue nombrado generalísimo, título nunca otorgado antes en España. Finalmente, en 1807, cerca ya de su caída, Carlos IV le concedió el título de gran almirante, con tratamiento de alteza serenísima, y de presidente del Consejo de Estado.

### Motivos de su rápido ascenso

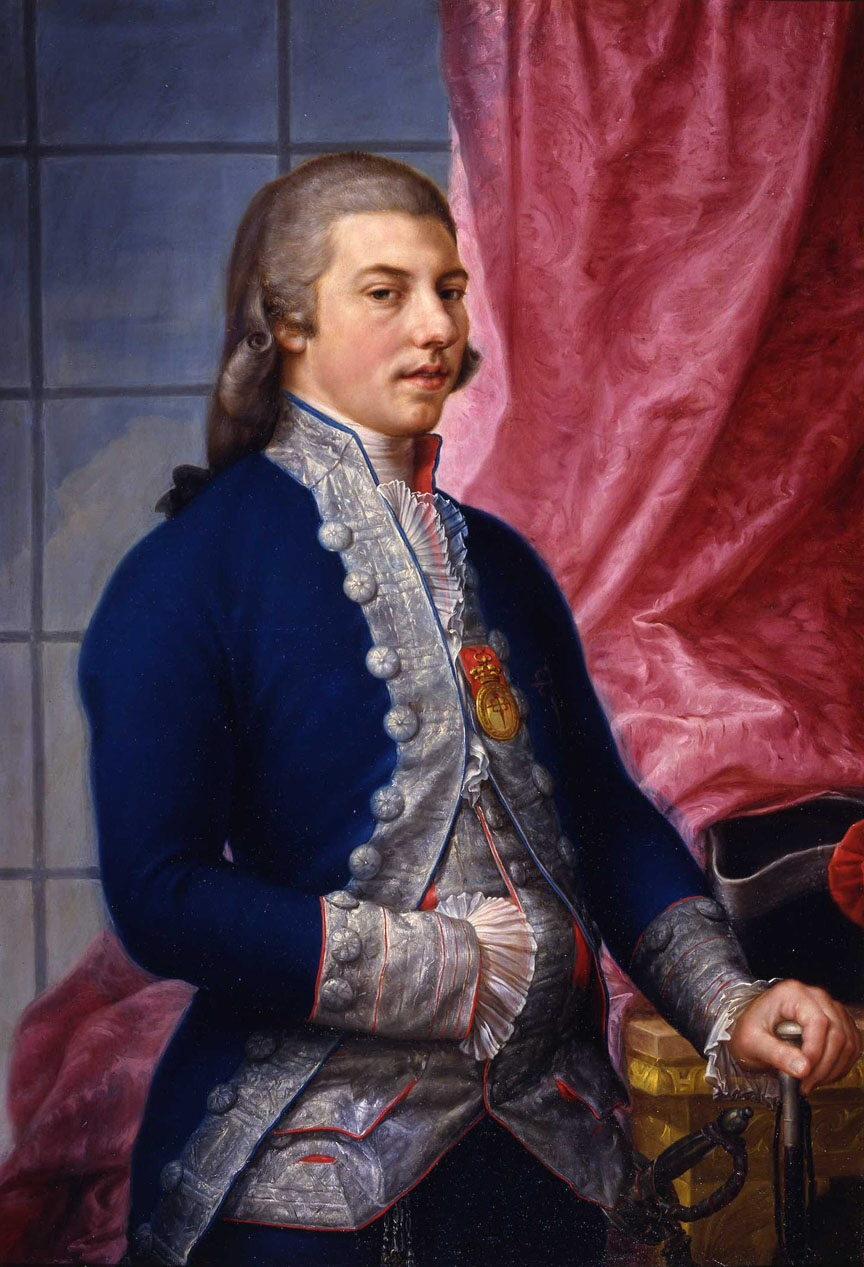
Manuel de Godoy (1792), por Francisco Bayeu, Real Academia de Bellas Artes de San Fernando.

Los rumores y la historiografía tradicional favorable al reinado de Fernando VII lo atribuían al favor de la reina María Luisa y a su presunta relación amorosa: belleza e inteligencia fueron las virtudes que la soberana apreció en su protegido, y la idea que llegó a forjarse del talento político de Godoy logró infundírsela también a su esposo. Su supuesta aventura con la reina contribuyó al desprestigio de la monarquía. Godoy desmiente discretamente esos rumores en sus memorias al calificar al rey de persona sin mancha.
Otro sector de la historiografía moderna (como Seco Serrano, Bullón de Mendoza, La Parra o Rúspoli) no reconoce como verosímil la aventura de la reina con Godoy: María Luisa de Parma, además de una vida privada casi inexistente, en su condición de reina, tuvo trece embarazos y once abortos, dando a luz a catorce hijos, siete de los cuales murieron. Confirman estos autores que el rápido ascenso de Godoy fue impulsado por las repercusiones que la Revolución francesa y su giro cada vez más radical tuvieron en la Península. Ante los acontecimientos que obligaron a renunciar al trono a Luis XVI, el ministro Floridablanca adoptó una actitud vacilante, sin atreverse a intervenir, al tiempo que intentaba mantener a salvo el país de la ideología revolucionaria (1789-1791). Fracasada esta política, Aranda tomó el poder, pero no supo mejorar la delicada situación de la monarquía de Carlos IV, ni la del rey de Francia, país en el cual ya se había proclamado una república. Ante estos acontecimientos, el rey llamó a gobernar a Godoy, un hombre libre de las influencias y relaciones con Floridablanca o con el partido aragonés de Aranda. Debía todo lo que era y lo que tenía a los reyes, y por eso les fue leal únicamente a ellos.
Algunas reformas emprendidas por Godoy tienen como fin limitar o controlar el poder de la Alta Nobleza. Carlos IV elevó hasta la más alta nobleza (grande de España de primera clase, duque y príncipe, esposo de una prima del rey) a Godoy con el fin de autorizarlo ante la nobleza e inmunizarlo contra los argumentos en su contra dimanantes de su origen humilde. Haciéndolo poderoso, tendría autoridad frente a los poderosos.
En sus Memorias, el favorito protesta contra los que atribuyeron al galanteo y a las tonadas las preferencias de los reyes: «En mi vida entendí de guitarra, ni de cantar, ni podía acudir a esas habilidades, que no tenía, para sostenerme en la corte. Yo diré pocas cosas sobre esto, y observaré el decoro que requiere su memoria, como conviene entre españoles».
Sin embargo, la repugnancia de los españoles por el advenedizo fue grande: así lo testimonia el abate Muriel según el sentir general de la época; no por la juventud de Godoy, pues un joven podía gobernar bien, y en Inglaterra tenían el ejemplo de Pitt, sino por la forma en que había llegado al cargo. Por su parte, Carles, miembro de la embajada francesa en Madrid y de cuya imparcialidad cabe dudar, explica que el rápido ascenso de aquel «aventurero» era causa de murmuración de todas las clases sociales y que la falta de modestia de la «reina lasciva», quien enriquecía a su favorito a expensas del tesoro público, escandalizaba a todos. En 1908, Juan Pérez de Guzmán intentaba por primera vez la vindicación de la desprestigiada María Luisa. El marqués de Villaurrutia, muy gustoso de los chismes y autor de Palique Diplomático, zahiere de nuevo a la soberana en su obra de la década de 1920 La reina María Luisa, esposa de Carlos IV. El mexicano Carlos Pereyra, en su edición de las Cartas confidenciales de la reina María Luisa y de don Manuel Godoy, en la década de 1940, consideró calumnioso todo lo referente a la ilustre dama y lo sometió a aguda crítica.

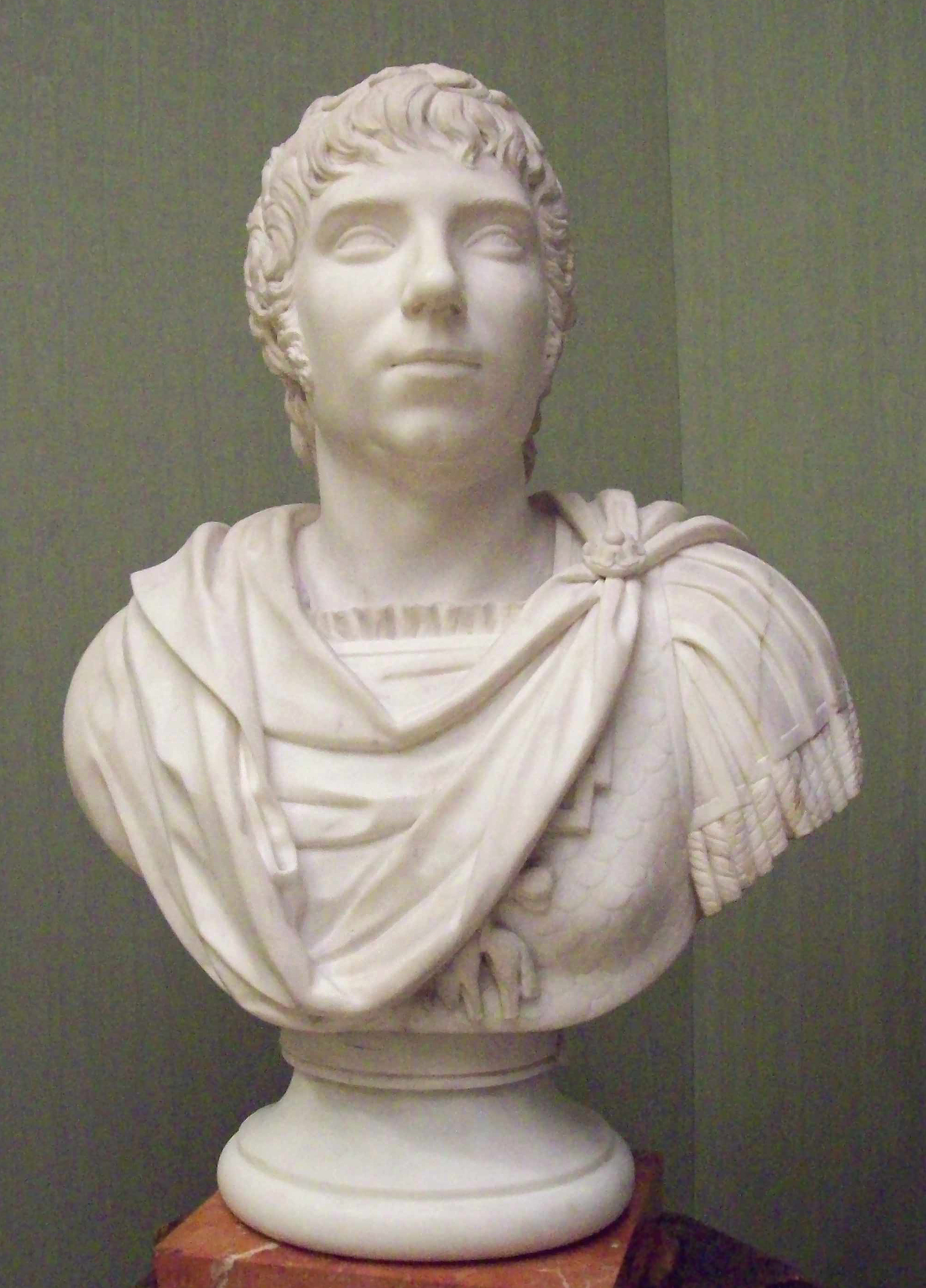
Busto idealizado de Godoy, por Juan Adán (1794, Real Academia de Bellas Artes de San Fernando). Es retratado como un emperador romano, intentando reflejar con ello el gran poder político y militar que tenía entonces.

En la penúltima edición de las Memorias del Príncipe de la Paz, Carlos Seco ofrece quizás una de las versiones más desapasionadas y completas del origen de la privanza del favorito. Admite la posibilidad de amores con María Luisa, pero les da una importancia secundaria. El origen del fervor de ambos soberanos —no sólo de la reina— habría que encontrarlo en la búsqueda, cuando eran príncipes de Asturias, de alguien que se lo debiera todo a ellos, para contraponerlo a los omnipotentes ministros de Carlos III, con quienes no simpatizaban.

### La guerra con Francia y la paz de Basilea
El 21 de enero de 1793, Luis XVI murió en la guillotina. Tras algunos intentos inútiles de detener la ejecución, Godoy provocó el conflicto para castigar el magnicidio y la Convención abrió las hostilidades. La guerra de la Convención fue en un principio favorable para España. El general Antonio Ricardos llegó hasta Perpiñán pero la organización de la defensa por parte francesa frenó el empuje inicial. En diciembre de 1794, españoles e británicos, aliados, levantaron el asedio de Tolón, plaza que había sido recuperada por los franceses.
La contraofensiva francesa enfrió los ánimos de los españoles, que habían ido a la contienda en defensa de la religión y de la monarquía. Godoy ganó la partida a Aranda, partidario del cese de la lucha, por lo que fue desterrado. La muerte del general Antonio Ricardos y la invasión de Cataluña, Navarra y País Vasco por los franceses republicanos, así como la adecuada réplica española, estabilizaron los frentes.
Ante el cansancio de ambos contendientes, se llegó a la paz de Basilea (22 de julio de 1795), en la que España cedía a Francia su parte de la isla de La Española (Santo Domingo) y ciertas ventajas económicas a cambio de la retirada francesa de los territorios peninsulares conquistados.

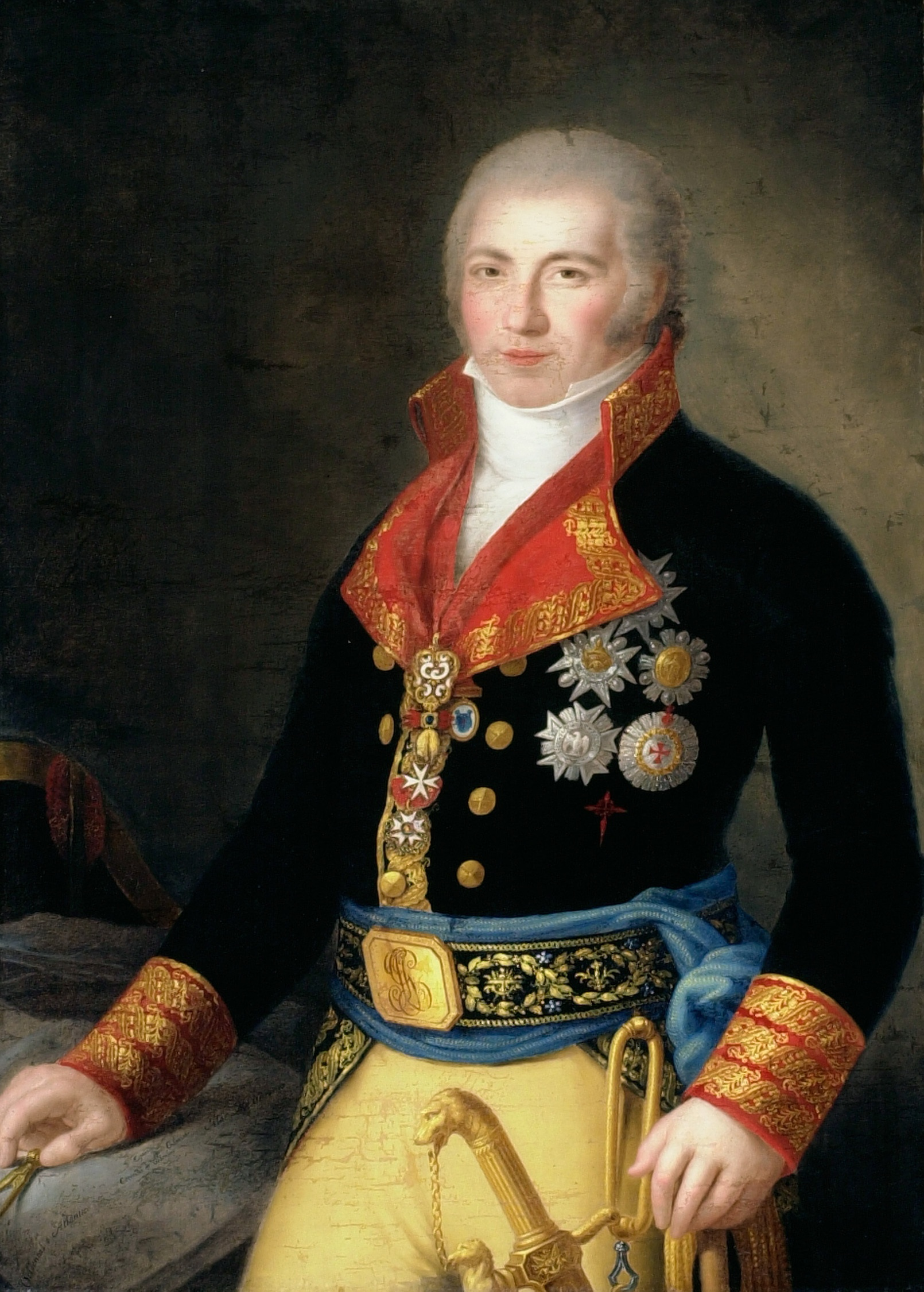
Godoy retratado por Agustín Esteve, Instituto de Arte de Chicago.

Godoy se apresuró a recoger el premio del cese de hostilidades y fue investido por su soberano como príncipe de la Paz, además de recibir cuatro grandezas de España, siete grandes cruces de Carlos III, diez bandas de María Luisa y otros muchos premios.

### Alianza con el Directorio y guerra con Inglaterra
Entonces Godoy olvidó la enemistad con Francia y se alió con ella mediante el primer tratado de San Ildefonso el 18 de agosto de 1796. El favorito temía que el rearme británico se utilizara contra los territorios hispanos de ultramar, debido al disgusto que provocó al Reino Unido la firma en Madrid de la Paz de Basilea, sin una previa consulta al antiguo aliado. Además Carlos IV y María Luisa necesitaban el apoyo francés ante el futuro del ducado de Parma ya que su hija María Luisa estaba casada con el heredero de aquel territorio.
Finalmente, Godoy palpaba la hostilidad creciente hacia su persona y al temer la caída, como se manifestó por la fracasada conspiración de Malaspina, pensó que aliándose con el Directorio acallaría los últimos devaneos republicanistas surgidos en España, lo que le atraería, todavía más si cabe, el agradecimiento de sus augustos señores. Aunque la derrota de la escuadra española junto al cabo de San Vicente el 14 de febrero de 1797 y la conquista británica de la isla Trinidad fue compensada por la defensa de Cádiz, Puerto Rico y Tenerife, las intrigas contra el favorito, atizadas por el propio Directorio, —que abrió negociaciones de paz con Inglaterra sin contar con España— dieron su fruto, y Godoy tuvo que retirarse como primer secretario de Despacho el 28 de marzo de 1798.

### Política en España
Entretanto, Godoy reanudó las políticas reformistas pero no pudo disminuir su desprestigio. Redujo los monopolios gremiales, apoyó la ley agraria, suprimió algunos impuestos, liberalizó los precios de las manufacturas e, incluso en 1797, reunió un gobierno integrado por lo más granado de la Ilustración española, la mayoría del cual ya había desempeñado puestos relevantes con Carlos III. Gaspar Melchor de Jovellanos se convirtió en secretario de Justicia, Francisco de Saavedra se hizo cargo de la Hacienda, Francisco Cabarrús, uno de los creadores del Banco de San Carlos, fue enviado como embajador a París, los escritores y políticos Juan Meléndez Valdés y Mariano Luis de Urquijo ocuparon también puestos importantes. No es más que un episodio de la fractura ideológica que la Revolución francesa y las guerras napoleónicas produjeron en la sociedad española.

## Segundo ministerio

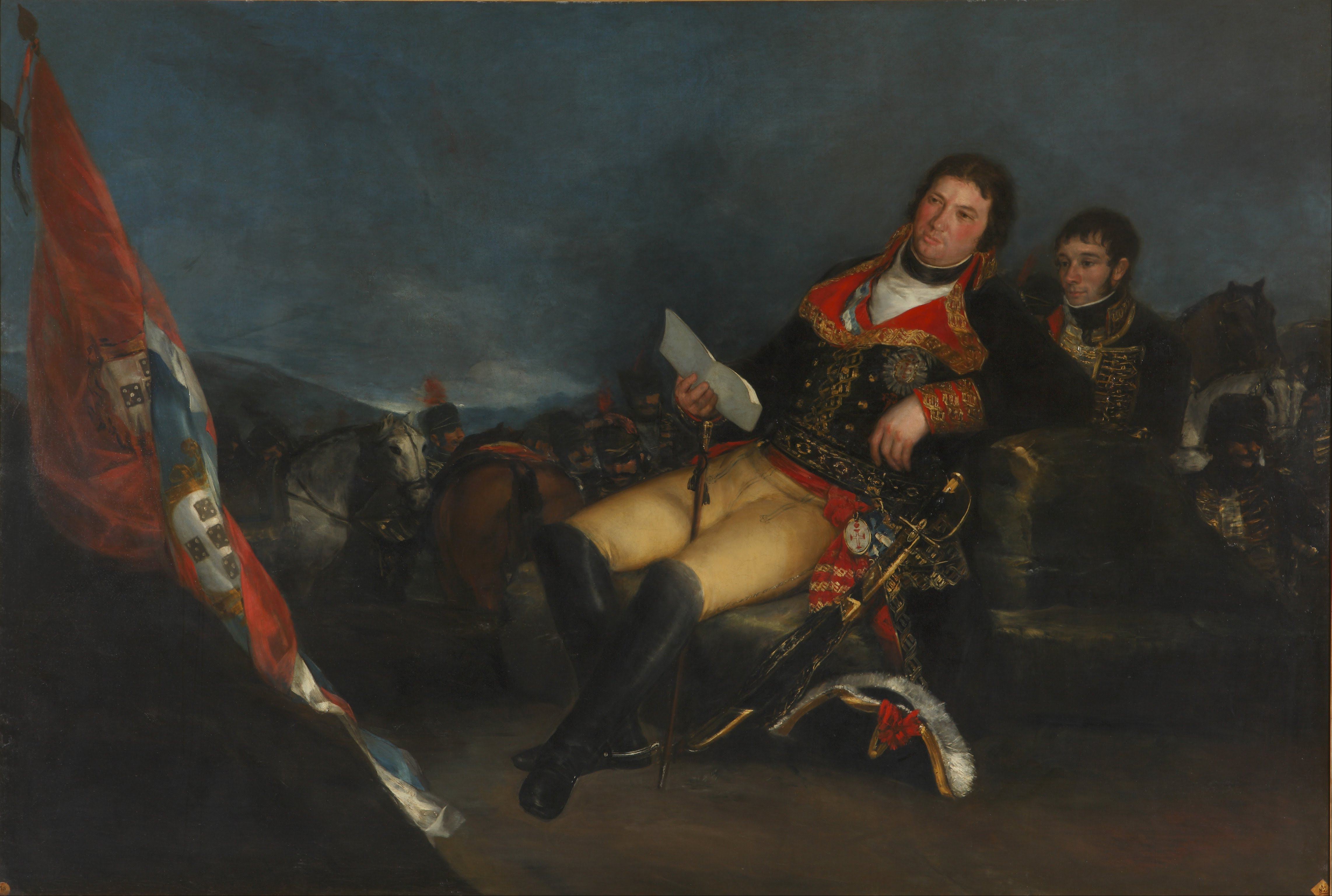
Manuel Godoy retratado como vencedor de la guerra de las Naranjas, por Goya. 1801. Real Academia de San Fernando, Madrid.

En la caída de Godoy habían intervenido algunos ministros que él había incorporado a su consejo para conferirle cierto tono liberal. Así lo hicieron Saavedra y Jovellanos, los cuales quedaron como hombres fuertes de los destinos del país, pero no tardaron en ser relevados por motivos de salud. En 1801, Godoy se desembarazó de sus rivales y, aunque el cargo de primer secretario lo ocupó su primo político Pedro Cevallos, volvió a ser de nuevo la figura preeminente del gobierno.
Napoleón, primer cónsul de Francia, ofreció a la duquesa de Parma, hija de Carlos IV, el nuevo reino de Etruria como propiedad de la familia real española (Segundo Tratado de San Ildefonso, de octubre de 1800); a cambio, España prometía la Luisiana a Francia y debía unir el destino de su flota al de la francesa, así como abrir las hostilidades con Portugal para obligarle a renunciar a la alianza británica. Esta breve guerra, denominada de las naranjas por el ramo de dicha fruta que ofreció Godoy a la reina, duró del 16 de mayo al 6 de junio de 1801, supuso la cima de la gloria del valido. Godoy logró de manera casi incruenta una paz favorable a España y Portugal, y contraria a los intereses de Bonaparte: el Tratado de Badajoz, por el cual Portugal cedía a España la plaza de Olivenza y se comprometía a cerrar sus puertos a los británicos.
Si bien el resultado no satisfizo a Napoleón, necesitado de una tregua, acabó por firmar la Paz de Amiens con Inglaterra (1802), por la que España recobró Menorca, perdida durante la contienda, y cedió la isla Trinidad (actual Trinidad y Tobago) a los británicos. Por su parte, el príncipe de la Paz ratificaba el tratado de San Ildefonso de 1800. El 31 de diciembre de 1802, el Cabildo de Buenos Aires propuso al rey Carlos IV de España que nombrase a su valido y ministro el Príncipe de la Paz, regidor honorario del Cabildo de Buenos Aires. El rey accedió por Real Cédula del 29 de octubre de 1803.

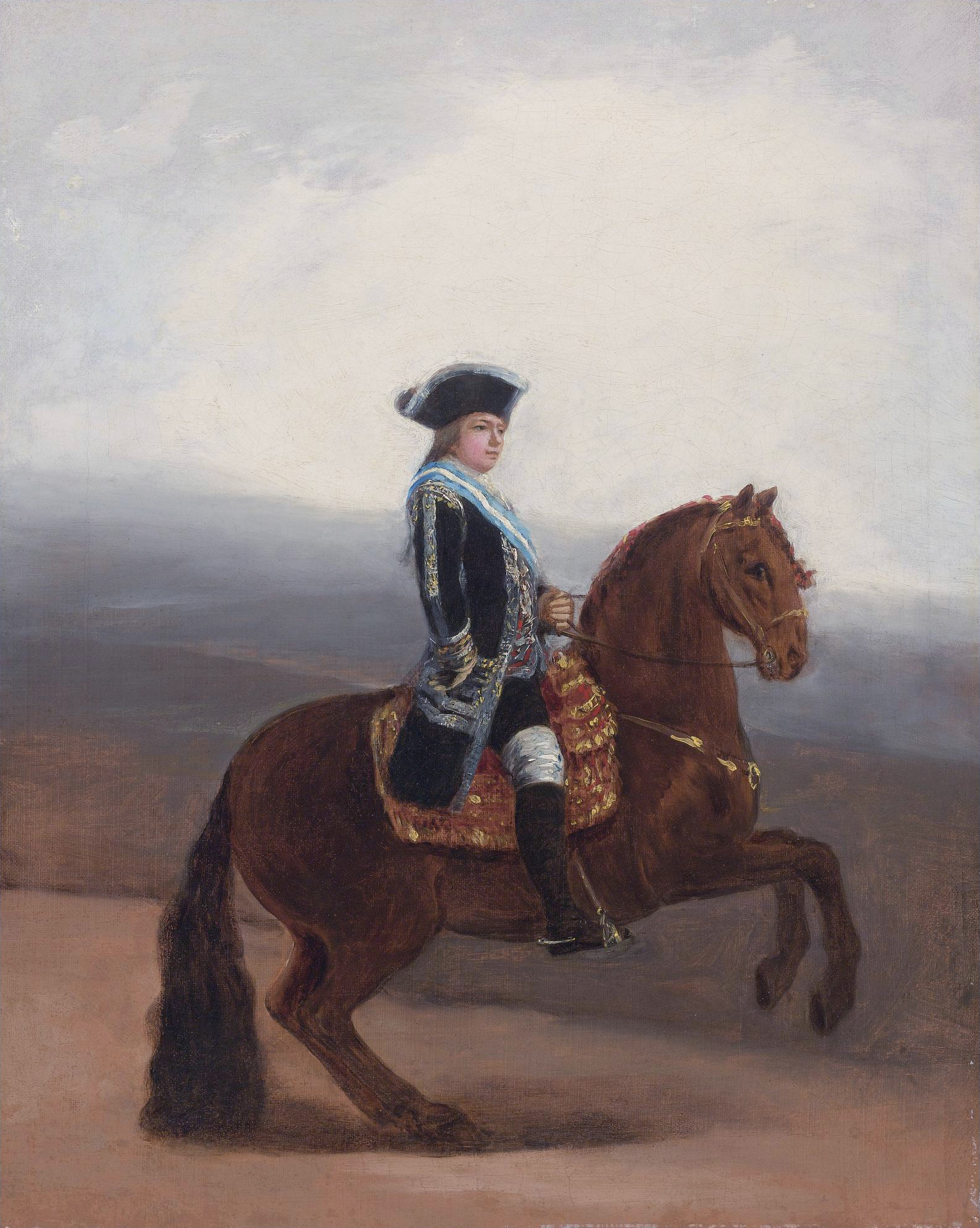
Retrato ecuestre de Godoy (1794), por Goya. (Colección privada).

Con el pretexto de que Godoy favorecía a los británicos, Napoleón obligaba a España, con amenazas, a ejecutar sus designios. Así, arrancó primero a Carlos IV un convenio de neutralidad y después una nueva alianza (1805), que trajo la derrota de la flota franco-española en Trafalgar (21 de octubre de 1805) a manos británicas. Entonces Godoy se dio cuenta de que su privanza tocaba a su fin. En torno al príncipe heredero Fernando se agruparon los descontentos con la política del favorito, quien, al temer por su suerte y la de Carlos IV, creyó que, por el momento, lo mejor era unirse más estrechamente al emperador francés.
Napoleón apreciaba a Godoy como hombre y como ministro, pero fomentó aquellos recelos y ambiciones para sus fines. Entre 1805 y 1806, Godoy le propuso entrar en un reparto de Portugal y que le concediera una de las porciones. Al parecer incluso planeó cambiar el orden de sucesión al trono español para eliminar al príncipe heredero Fernando o ejercer él la regencia. En el invierno de 1806, el emperador concedió el Reino de Nápoles a su hermano José tras expulsar a Fernando IV de Nápoles, hermano del soberano español y padre de María Antonia, casada con el príncipe de Asturias. Lograr la aprobación de Carlos IV no hubiera sido fácil sin contar con la animadversión de Godoy al príncipe.
Napoleón, en la cúspide de su gloria, desoyó las pretensiones del favorito y exigió en cambio hombres, dinero, la adhesión de España al bloqueo continental contra Inglaterra, así como el puerto de Pasajes o las Baleares para el rey destronado de Nápoles. Godoy se dio cuenta entonces de las verdaderas intenciones del emperador y pretendió alejarse de su órbita, pues hasta pensó en aliarse con sus enemigos (Cuarta Coalición), pero la victoria francesa de Jena le obligó a disimular.
El príncipe de la Paz se plegó entonces a las exorbitantes exigencias napoleónicas, mientras el francés fingía creer en la sinceridad de Godoy y se aliaba con los partidarios del príncipe Fernando. España se adhirió al bloqueo continental (19 de febrero de 1807) y otorgó a Napoleón su concurso militar. Pero como era preciso que Portugal entrara también en el bloqueo y el regente del reino se oponía. El emperador francés preparó con Eugenio Izquierdo, agente secreto de Godoy, el tratado de Fontainebleau (27 de octubre de 1807), por el que Portugal se dividiría en tres partes: la del norte, para compensar a los destronados reyes de Etruria, la del centro, para cambiarla por Gibraltar y demás colonias arrebatadas por los británicos, y la del sur, para Godoy, como príncipe de los Algarves. Carlos IV, a quien Napoleón garantizaba la posesión de sus Estados de Europa, tomaría el título de emperador de las Américas. Un ejército francés entraría en España camino de Portugal, al que seguiría otro español. Cuando Godoy descubriera que en los cálculos napoleónicos, además de someter a Portugal, se hallaba el de ocupar la propia España, y sus esfuerzos cambiaron a tratar de revertirlo.

### Motín de Aranjuez: la caída de Godoy

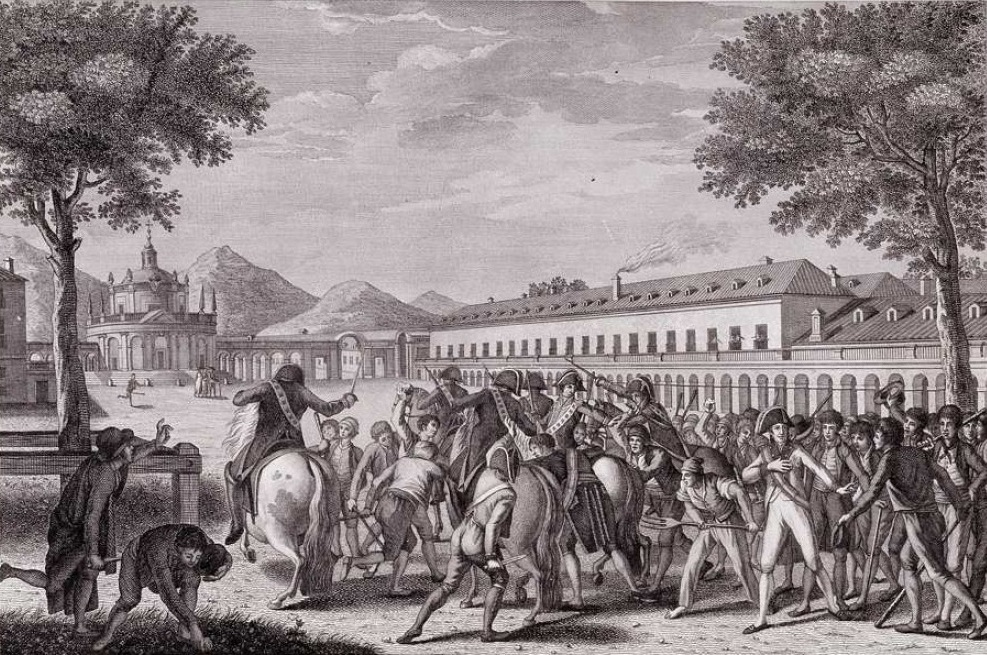
Caída y prisión del príncipe de la Paz: 19 de marzo en Aranjuez.

Poco antes de la ratificación del tratado, tropas francesas franquearon los Pirineos con el beneplácito de Godoy, que confiaba en lo pactado, y del príncipe Fernando, que aproximado a Napoleón para hacer caer al favorito, había intentado, sin conseguirlo, emparentar con el emperador, al enviudar de la princesa María Antonia. Godoy descubrió los planes del partido fernandista para derrocar a Carlos IV, pero en el Proceso de El Escorial (octubre de 1807-enero de 1808) el príncipe de Asturias, al ser perdonado, contribuyó a que el desprestigio de Godoy fuera en aumento.
Las tropas franco-españolas se apoderaron de Portugal, mientras las principales plazas de España eran guarnecidas por tropas del emperador. Entonces Napoleón exigió un camino militar hasta Portugal o la línea del Ebro como frontera con Francia. Godoy aconsejó a los reyes salir de Aranjuez, desplazarse a Cádiz y finalmente partir hacia los virreinatos de América, pues así estarían protegidos del emperador, tal y como el propio monarca de Portugal había hecho poco antes. El príncipe Fernando y sus partidarios, sin embargo, se opusieron, argumentando que tal acción supondría un acto de guerra contra Francia y que Napoleón sólo deseaba la caída del tirano Godoy, y soliviantaron al pueblo contra él. Aunque se fijó una proclama en la que se declaraba falso el proyectado viaje, se hizo culpable a Godoy de la desgraciada política llevada hasta entonces.

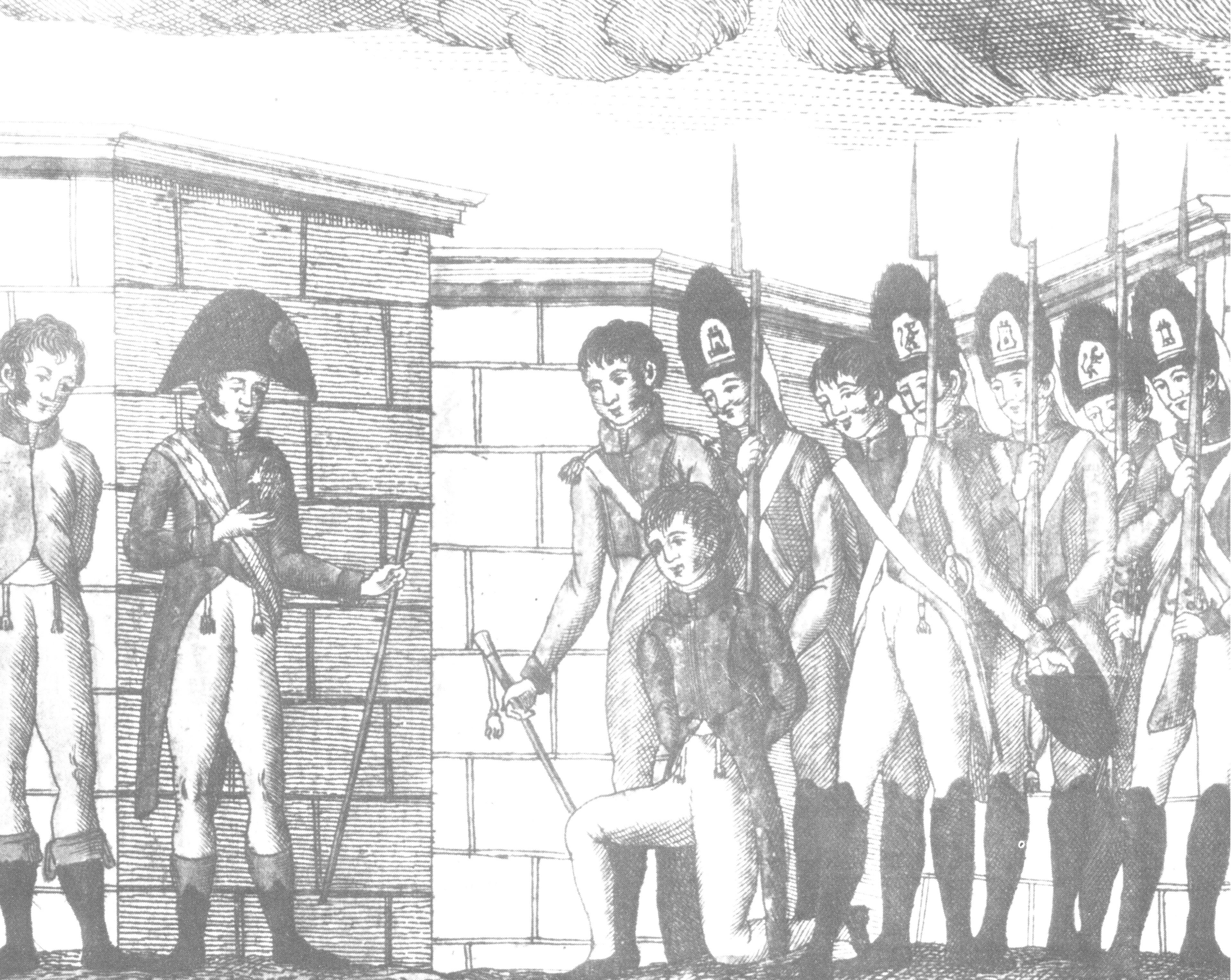
Encuentro de Fernando VII y Godoy cuando este era conducido a prisión. Grabado de la época.

La noche del 19 de marzo de 1808, el populacho, dirigido por una parte de la nobleza desdeñosa ante el recorte de sus privilegios impulsado por Godoy, asaltó el palacete del favorito, en el llamado motín de Aranjuez, tras el cual fue destituido de sus cargos y honores, como lo fue el rey Carlos, anonadado ante el golpe de Estado perpetrado por su hijo, siendo encerrado en el castillo de Villaviciosa de Odón (Madrid), por orden del príncipe Fernando, y a duras penas salvó la vida gracias a la intervención de Murat, quien lo condujo a Bayona, en donde se vio por primera vez directamente con Napoleón. Allí se encontró también con sus señores y con su enemigo Fernando; ni padre ni hijo eran ya reyes por haber hecho cesión de sus derechos sobre la Corona española a la dinastía Bonaparte, en las abdicaciones de Bayona.
Carlos IV, hombre del antiguo régimen, no podía concebir la traición de su hijo en El Escorial (aunque la perdonó) o en Aranjuez (que le costó la corona) y tampoco podía concebir que el emperador de los franceses le hubiera engañado sin hacer ningún honor a su palabra, y sometiendo España a la destrucción, la sangre y el fuego. Ese comportamiento traicionero en un emperador era algo que no era capaz de comprender, que no le podía entrar en la cabeza. Se dice que por no seguir un comportamiento semejante, que implicaba engaño, Carlos IV había retrasado indefinidamente la expansión de España en el norte de África.

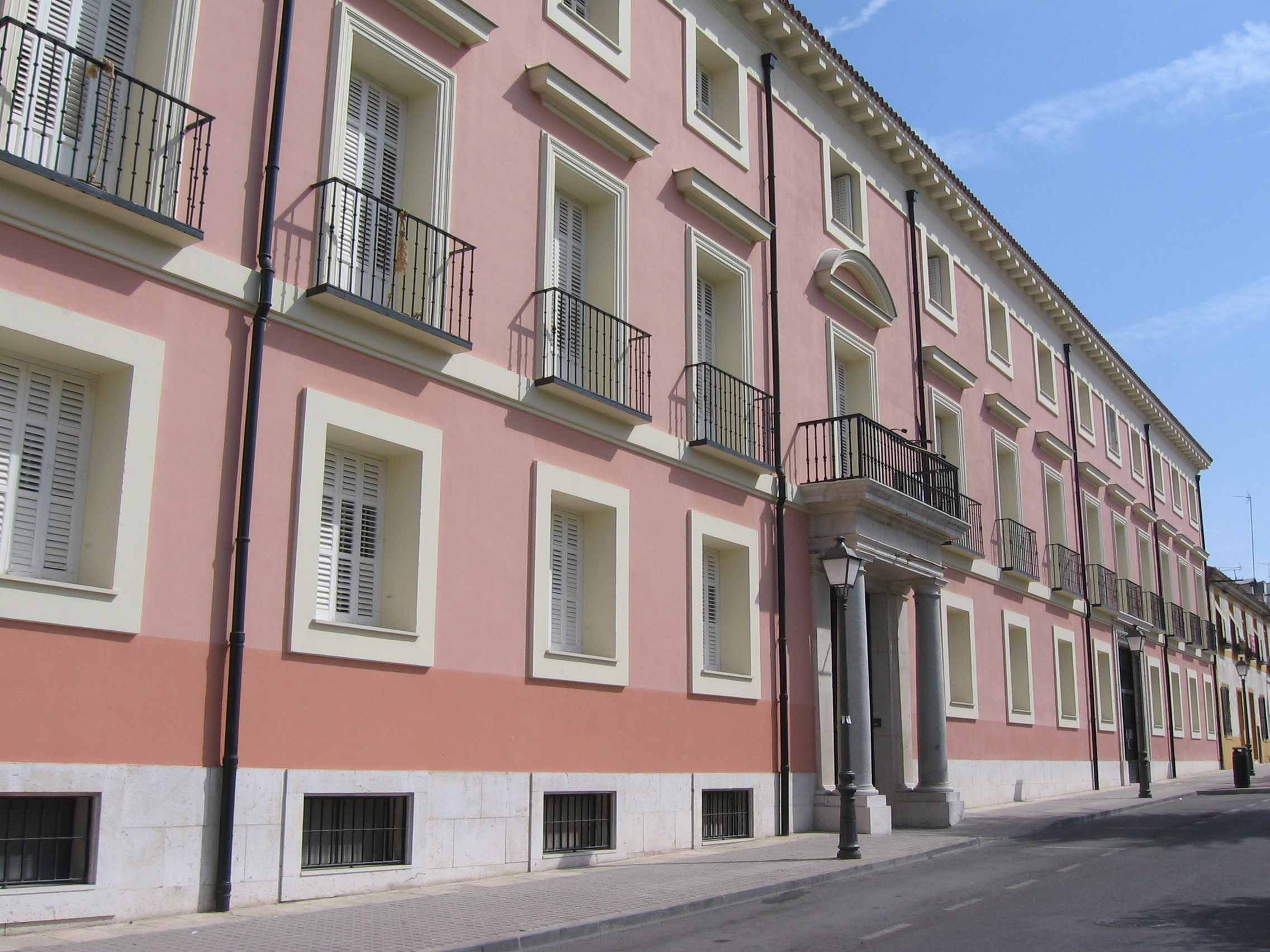
Palacio de Godoy en Aranjuez.

Los palacios y posesiones de Godoy fueron objeto de rapiña. La corte estaba en Aranjuez, por lo que poca justificación política tenía el asalto a las casas de Madrid. Mesonero Romanos comenta, en sus Memorias de un setentón, que su padre adquirió, y él conservó toda su vida, un par de objetos sustraídos por la turba de las viviendas de Godoy en la calle Barquillo. También el Estado se hizo con la posesión de muchos de tales bienes, entregando unos al duque de Wellington (posesiones en Granada y hasta el propio vellocino de oro que se contempla en Apsley House que había pertenecido a Godoy), enriqueciendo otros al propio Estado (Palacio de Buenavista) y siguiendo otros de tales bienes los más extraños caminos hasta acabar en la National Gallery, como Venus del espejo, Museo Lázaro Galdiano (Mesa de Godoy), Museo del Prado (Majas vestida y desnuda) o Real Academia de Bellas Artes de San Fernando (su retrato por Goya en la batalla de las Naranjas). Por tanto el motín fue económicamente rentable para muchos.

## Destierro y muerte

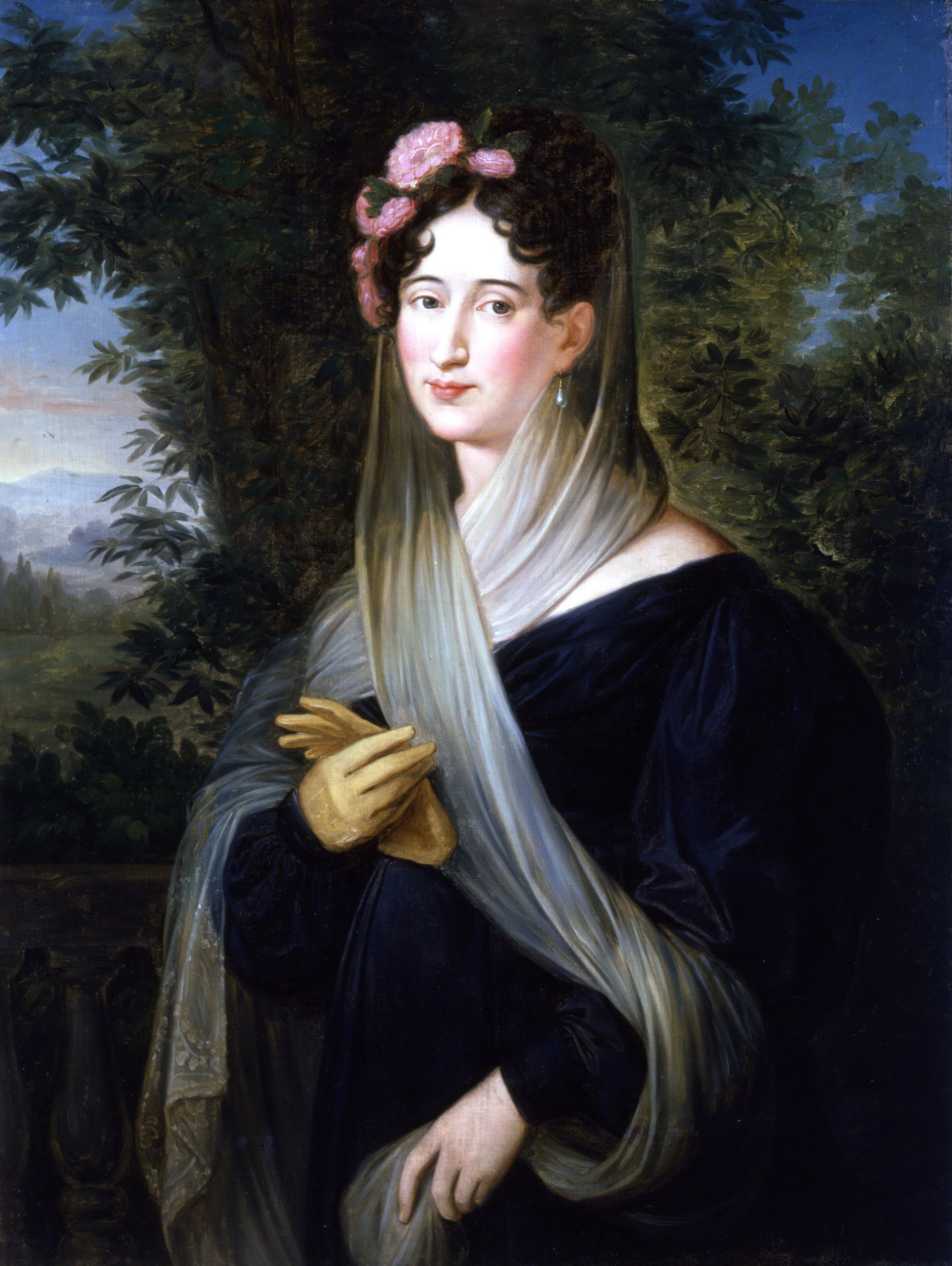
Pepita Tudó, amante de Godoy, retratada en 1813 por José de Madrazo (Real Academia de Bellas Artes de San Fernando).

Desde las abdicaciones de Bayona, Napoleón había ido decidiendo el destino en el exilio de Carlos, María Luisa y Godoy. Primero, Compiègne, a cien kilómetros de París. Después, Marsella, donde vivieron junto a su numeroso séquito más de tres años. Por último, y debido en parte a la participación de Godoy en el plan de fuga, alentado por Gran Bretaña, que dio en llamarse la «conspiración del Midi», Napoleón decidió trasladar a todos a Italia. No al reino de Nápoles, como hubieran preferido los exmonarcas, sino a la corte papal, a Roma. Allí llegaron el 16 de junio de 1812. Su primera residencia fue el palacio Borghese.
En el exilio, Godoy permaneció fiel a sus antiguos soberanos. Su esposa, María Teresa de Borbón y Vallabriga, prima de Carlos IV y condesa de Chinchón, con quien casó en 1797, lo abandonó cansada de su constante infidelidad con Pepita Tudó, para la que Godoy había solicitado los títulos de condesa de Castillofiel y vizcondesa de Rocafuerte con el fin de que ambos títulos pudieran ser transmitidos a los dos hijos extramatrimoniales que había tenido con ella.

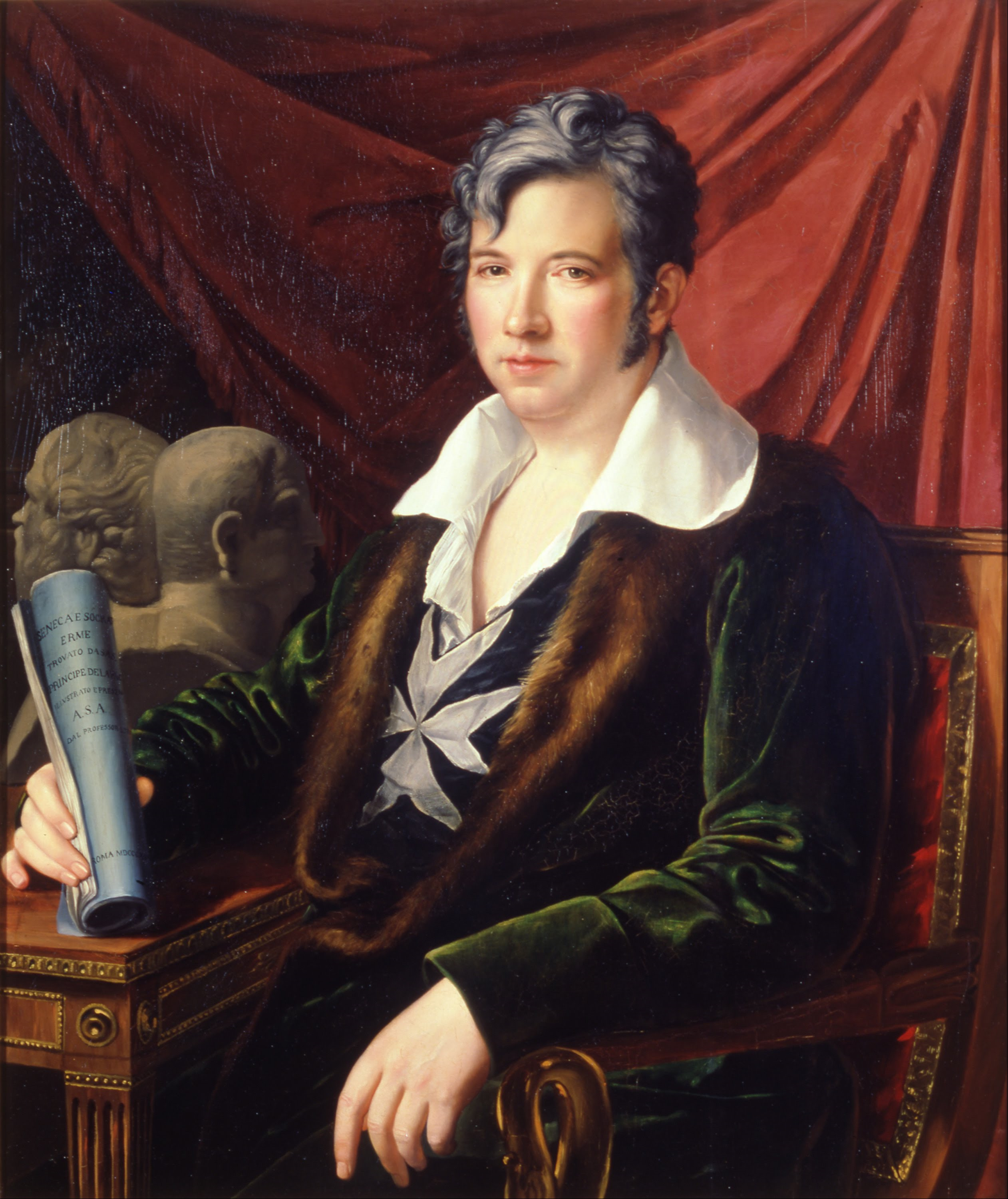
Manuel Godoy, príncipe de Bassano (ca. 1816), pintado por José de Madrazo (Real Academia de Bellas Artes de San Fernando).

En 1815, se instaló con ellos en  el palacio Barberini de Roma, donde acompañó a María Luisa en el trance de su muerte, ocurrida el 4 de enero de 1819. Pocos días después, el 19 de enero del mismo año, murió Carlos en Nápoles, adonde había viajado invitado por su hermano. Fernando VII, ya rey de España, persiguió a Godoy constantemente. Le obligó a renunciar a los títulos de príncipe de la Paz y príncipe de Bassano, este concedido por el papa, e invalidó el testamento que la reina hizo en su favor para compensar enormes pérdidas que le llevarían a la miseria, lo que supuso un destierro que fue acompañado de la confiscación de todos sus bienes sin formación de causa alguna. Poco antes murió en París su esposa legítima, que fue enterrada en Boadilla del Monte, y Godoy se apresuró a regularizar su unión con Pepita Tudó, aunque finalmente ésta se trasladó a Madrid para seguir de cerca los procedimientos judiciales y sus intereses en España y nunca volvió junto a él. Pepita Tudó murió en Madrid y está enterrada en la Sacramental de San Isidro.
Instalado en París en 1832, Luis Felipe de Orleans le concedió una modesta pensión, con la que pudo dedicarse a escribir sus Memorias, traducidas al francés por Jean-Baptiste Esménard y publicadas en París entre 1836 y 1838 y luego en Madrid en versión española. Son un documento indispensable para conocer las acciones de gobierno y los principios que las impulsaron.
Dos decretos de 1844 y 1847 de Isabel II devolvieron sobre el papel a Godoy todos sus bienes. Le fueron reintegrados los honores, cargos militares y títulos, salvo los de príncipe de la Paz, generalísimo y gran almirante. A los ochenta años, Godoy hubiera podido por fin volver a su patria, pero no se decidió. En París asistió a las jornadas revolucionarias de junio de 1848 y a la exaltación al poder de Napoleón III. La demora en la entrega de sus bienes superó el momento de su muerte, continuando sus herederos las reivindicaciones, hasta que en tiempos de la Primera República (1873) el presidente Emilio Castelar declaró la nacionalización de todos los bienes de Godoy, pese a que este tenía sobre ellos los títulos de propiedad y las sentencias judiciales a su favor que declaraban como expoliación ilegal las confiscaciones que había sufrido desde 1808.

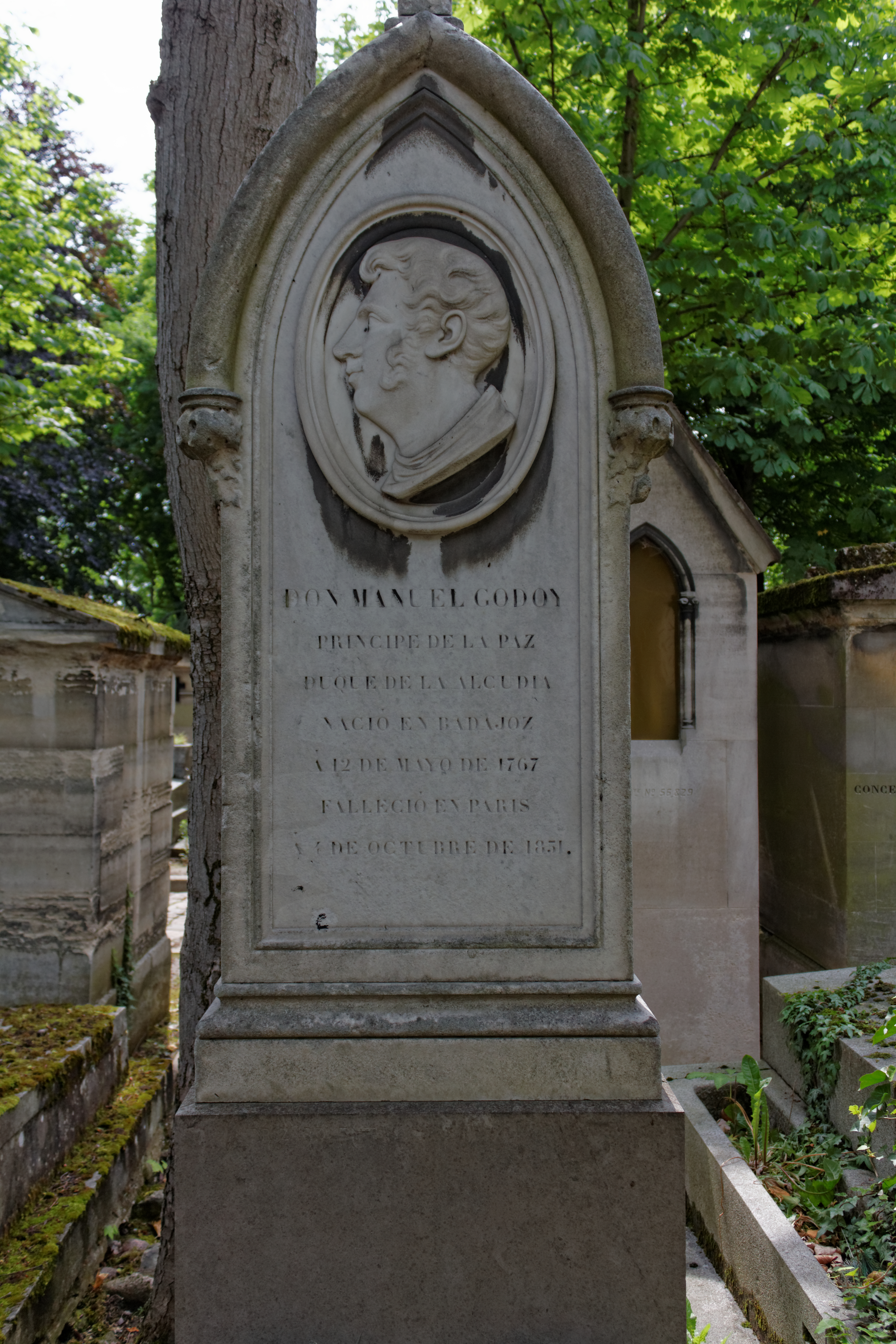
Tumba de Godoy en el cementerio de Père-Lachaise.

El 4 de octubre de 1851 falleció, sin que su desaparición apenas interesara ni en Francia ni en España. En un primer momento sus restos permanecieron en la cripta de la iglesia de San Roque de París. Transcurrido un año sin que nadie reclamase su cadáver, uno de sus últimos banqueros compró un reducido espacio en el cementerio del Este, conocido hoy como Père-Lachaise, a donde se le trasladó y permanece, al pie de una sencilla lápida con su retrato.
El Ayuntamiento de Badajoz, su ciudad natal, acordó en 2008 repatriar sus restos y depositarlos bajo un monumento que en su honor se levantó en la plaza de San Atón, lugar donde se encontraba el seminario en el que estudió. Por otro lado, la voluntad del propio Godoy era la de ser enterrado en la iglesia del antiguo convento de San Gabriel de Badajoz, llamada ahora de la Concepción, si fallecía en su ciudad natal, ya que desde 1796 era patrono de ese convento.

## Descendencia

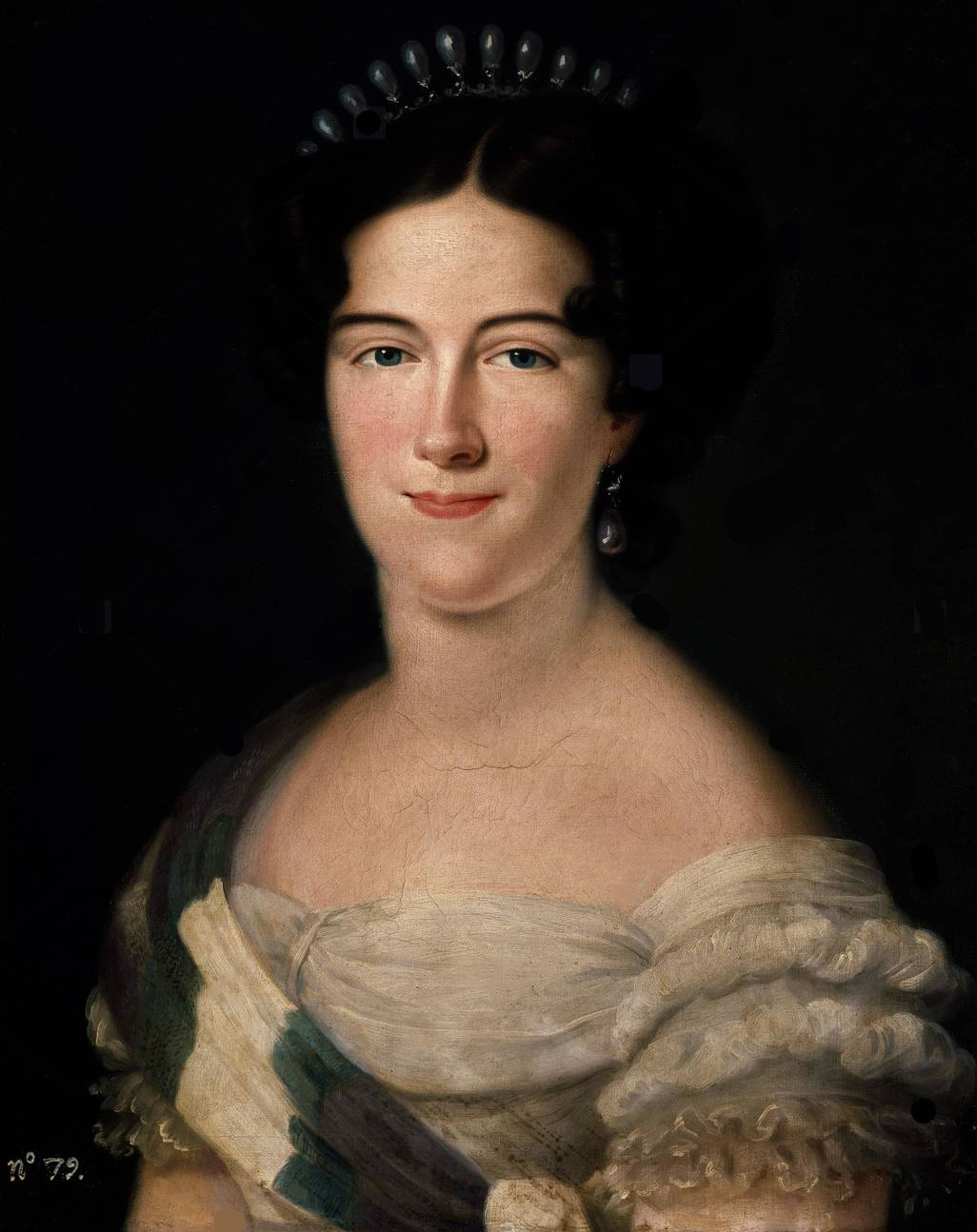
Carlota Luisa de Godoy y Borbón, hija de Godoy, pintada en 1817 por Luis de la Cruz y Ríos.

De su matrimonio con la condesa de Chinchón le sobrevivió una hija, Carlota Luisa de Godoy y Borbón, heredera del condado y  duquesa de Sueca, que se casó con Camilo Rúspoli, un príncipe romano al que conoció en el largo exilio que vivió en Roma junto a su padre, y cuyos descendientes viven en España.
Con Pepita Tudó tuvo cuatro hijos, de los que sobrevivieron dos, Manuel de Godoy y Tudó (1805-1871) y Luis de Godoy y Tudó (1807-1818).

## Valoración
Fue el último de los validos del Antiguo Régimen, con un poder superior a Lerma o a Olivares, ya que consiguió ser equiparado a la realeza: sus criados vestían igual que los del monarca, Carlos IV le visitaba en su casa y le ayudaba a vestirse, se unió en matrimonio con una prima del rey, etc.
Con notables excepciones antes de 1990, como la de Carlos Seco Serrano (editor y comentarista de las Memorias de Godoy para la edición de la Biblioteca de Autores Españoles en 1956), Alfonso Bullón de Mendoza y muy pocos otros, la historia se ensañó en general con Godoy, en especial por el origen de su rápido encumbramiento y la amplitud de sus poderes, y su fama e imagen en general fueron nefastas durante décadas. Sin embargo, los últimos estudios sobre Godoy, a partir del año 2001, empiezan a transmitir una imagen y valoración más positivas, mostrando cómo la propaganda napoleónica manipuló y tergiversó la realidad para poner al pueblo en contra de Godoy y de los reyes, y cómo se unió más tarde a ella la propaganda negativa, y más duradera, del repuesto Fernando VII, que había considerado siempre a Godoy, especialmente desde el acceso de este al principado, como un peligroso rival.
En el aspecto ideológico su actuación fue vacilante, pues, aunque favoreció el regalismo y el enciclopedismo y mantuvo a raya a la Inquisición, a veces se valió de ésta para sus fines. Autorizó la vuelta de los ilustrados jesuitas, tras una expulsión y exilio difícilmente justificables, decretados por Carlos III a instancias del conde de Campomanes y de otros regalistas.
Su oposición a los privilegios de la alta nobleza (de la que entra a formar parte como medio de desactivarla desde dentro) le acaba costando el odio de una parte de este importante estamento, la más cercana a Fernando VII con Escoiquiz y Caballero a la cabeza, que —como pudo comprobarse durante el reinado fernandino— constituía la facción más reaccionaria de la España de esos años.

## Labor científica y cultural

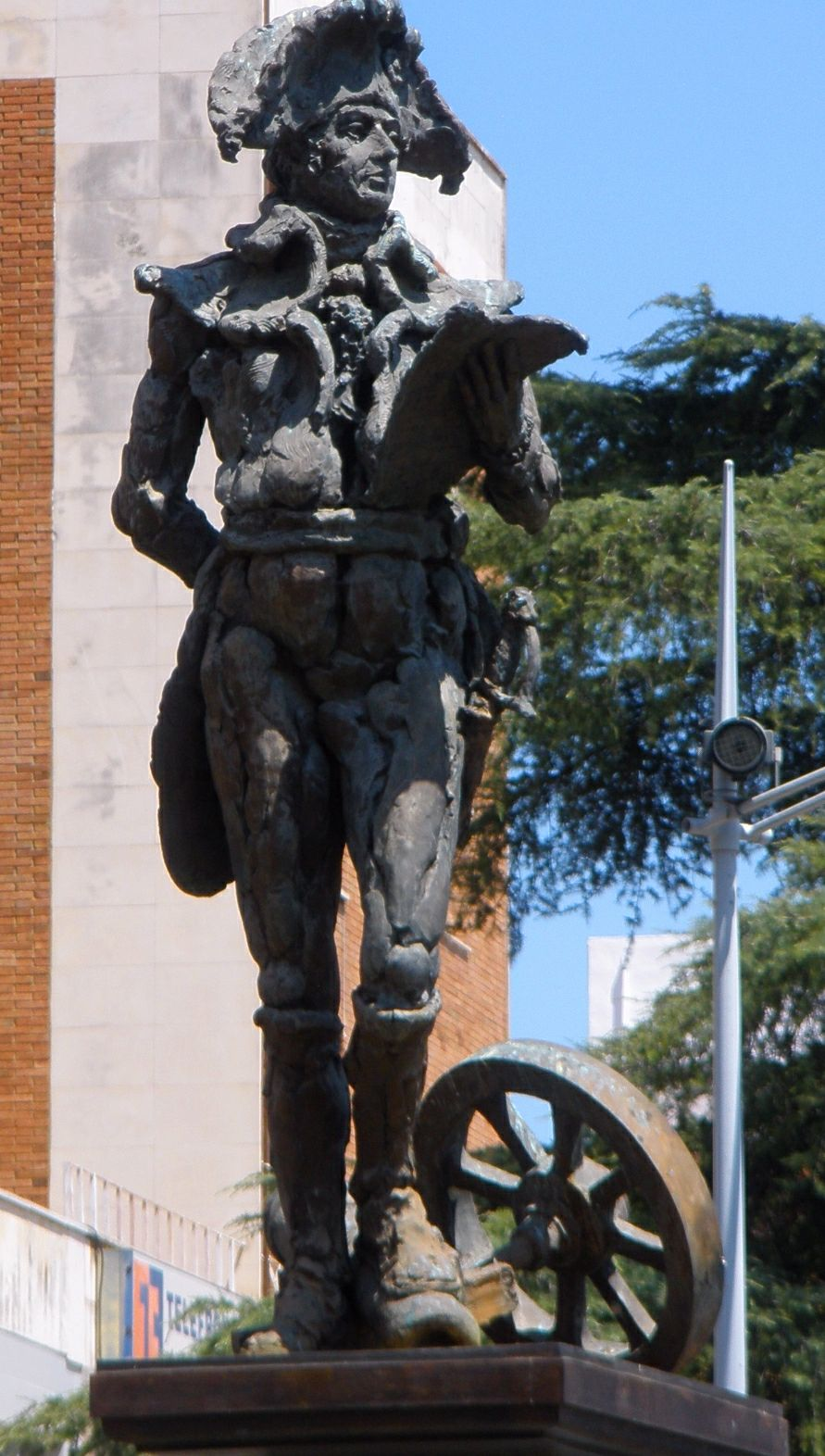
Monumento a Godoy en Badajoz

Su labor científica y cultural, poco conocida por efecto de las citadas propagandas pero revalorizada durante las últimas décadas, a raíz de conmemorarse los 150 años de su muerte, resultó encomiable. En 1793 fundó la primera escuela de Veterinaria y dos años después, una Escuela Superior de Medicina en Madrid. Creó el Cuerpo de Ingenieros Cosmógrafos, el Jardín Botánico de Sanlúcar, el Cuerpo de Ingenieros de Caminos, el Depósito Hidrográfico, el Observatorio Astronómico, la Escuela de Sordomudos y el Instituto Pestalozziano.
Recientemente (2001) se ha dado a conocer su desconocido papel como mecenas de la arqueología española, junto con el propio rey, y ahora se sabe que se debieron a la iniciativa de ambos excavaciones arqueológicas en Duratón, Segóbriga, Sagunto o Mérida, la restauración de la Torre de Hércules en La Coruña, la creación de la figura del juez conservador de antigüedades (en Sagunto y Mérida), o el patrocinio de varias publicaciones filológicas y arqueológicas notables, comenzando por el siempre supuesto como francés Voyage pittoresque et historique de l'Espagne, de Alexandre de Laborde.
Quizá sea lo más destacable el haber auspiciado la primera legislación de alcance nacional para la protección de antigüedades, la Instrucción formada por la Real Academia de la Historia sobre el modo de recoger y conservar los monumentos antiguos descubiertos o que se descubran en el Reino, de 6 de julio de 1803, una normativa vanguardista que por primera vez obligaba a la protección también de los monumentos hebreos y árabes, a la que animaba un interés por mejorar el conocimiento popular, y que seguramente se había ido gestando desde la creación de la Sala de Antigüedades de la Real Academia de la Historia, en 1792.
Godoy, tuvo contacto con los ilustrados y continuó las reformas paralizadas por el Conde de Floridablanca, y contribuyó favorablemente a la producción científica y cultural en esta época. Sin embargo, bajo su mandato se aprobaron medidas para instaurar la censura en obras teatrales, así como la prohibición del uso de lenguas diferentes del castellano en producciones teatrales (excluyendo de facto otras lenguas del reino como el vasco y catalán), mediante la “Instrucción para el arreglo de Teatros y compañías cómicas de estos Reynos fuera de la corte”, aprobada por S. M. en Real Orden de 11 de marzo de 1801,  que incluía los siguientes fragmentos:
“La censura de las piezas que hayan de representarse acerca de la propiedad e impropiedad de cada una, y supuesta la aprobación del Vicario Eclesiástico, corresponderá al Censor subdelegado…” 
“En ningún Teatro de España se podrán representar, cantar, ni baylar piezas que no sean en idioma castellano, …”
Fue también un gran mecenas artístico: protegió a Goya, Meléndez Valdés, Moratín, etc. Parece que fue él quien encargó a Goya las famosas Majas (Museo del Prado).

## Títulos y honores

### Títulos
- Príncipe de la Paz.
- I marqués y duque de la Alcudia (con grandeza de España de primera clase).
- I duque de Sueca (con grandeza de España de primera clase).
- I barón de Mascalbó.
- Señor del Soto de Roma.
- Señor de La Albufera.
- Señor de La Serena.
- Señor del Valle de Alcudia.
- VII príncipe de Bassano (Estados Pontificios).
- I conde de Évoramonte (el 10 de octubre de 1797 en el Reino de Portugal).
- Conde de Chinchón (por su primer matrimonio, con grandeza de España de 1.ª clase)
- Conde de Boadilla del Monte (por su primer matrimonio).
- Conde de Castillo Fiel (por su segundo matrimonio).
- Gran almirante

### Órdenes

#### Españolas
- Caballero de la Orden del Toisón de Oro (diploma n.º 833).
- Caballero gran cruz de la Orden de Carlos III.
- Caballero gran cruz de la Real y Militar Orden de San Hermenegildo.
- Caballero (1789) y comendador (1790) de la Orden de Santiago. Tuvo las encomiendas de Valencia del Ventoso, Ribera y el Aceuchal.

#### Extranjeras
- Bailío gran cruz de la Orden de San Juan de Jerusalén.
- Caballero gran cruz de la Orden de la Legión de Honor (Imperio Francés).[18]
- Caballero de la Suprema Orden de Cristo (Reino de Portugal).
- Caballero de la Suprema Orden de Cristo (Estados Pontificios).
- Caballero de la Orden de San Jenaro (Reino de las Dos Sicilias).
- Caballero de la Orden de San Fernando y el Mérito (Reino de las Dos Sicilias).

### Empleos
- Mariscal de campo (febrero de 1791), teniente general (julio de 1791) y generalísimo (1801) de los Reales Ejércitos.
- Almirante general de España e Indias (1807), con tratamiento de Alteza Serenísima.[19]
- Primer ministro.
- Jefe superior de los Reales Cuerpos de Artillería e Ingenieros.
- Ayudante general del Real Cuerpo de Guardias de Corps.
- Coronel general de la Guardia Suiza Pontificia.
- Gentilhombre de la Cámara del Rey con ejercicio.
- Superintendente general de la Renta de Correos (1792-1798)

### Oficios perpetuos
- Regidor perpetuo de las ciudades de Santiago, Cádiz, Málaga, Écija, Burgos, Valencia, Segovia y Ronda.[20]
- Veinticuatro de la ciudad de Sevilla.[20]
- Regidor perpetuo de las villas de Madrid, Reus y otras.[20]

## Costados
| \| \| \| \| \| \| \| \| \| \| \| \| \| \| \| \| \| \| \| \| 16. Bartolomé de Godoy y Morillo \| \| \| \| \| \| \| \| \| \| \| \| \| \| \| \| \| \| \| \| \| \| \| \| \| \| \| \| \| \| \| \| \| \| \| \| \| \| \| \| \| \| \| \| \| \| \| \| \| \| \| \| \| \| 8. Alonso de Godoy Ovando y Cáceres \| \| \| \| \| \| \| \| \| \| \| \| \| \| \| \| \| \| \| \| \| \| \| \| \| \| \| \| \| \| \| \| \| \| \| \| \| \| \| \| \| \| \| \| \| \| \| \| \| \| \| \| \| \| 17. Petronila de Cáceres y Morillo \| \| \| \| \| \| \| \| \| \| \| \| \| \| \| \| \| \| \| \| \| \| \| \| \| \| \| \| \| \| \| \| \| \| \| \| \| \| \| \| \| \| \| \| \| \| \| \| \| \| \| \| \| \| 4. Luis Vicente de Godoy Cáceres y Morillo \| \| \| \| \| \| \| \| \| \| \| \| \| \| \| \| \| \| \| \| \| \| \| \| \| \| \| \| \| \| \| \| \| \| \| \| \| \| \| \| \| \| \| \| \| \| \| \| \| \| \| \| \| \| 9. Ana de Cáceres y Morillo \| \| \| \| \| \| \| \| \| \| \| \| \| \| \| \| \| \| \| \| \| \| \| \| \| \| \| \| \| \| \| \| \| \| \| \| \| \| \| \| \| \| \| \| \| \| \| \| \| \| \| \| \| \| 2. José de Godoy y Sánchez de los Ríos \| \| \| \| \| \| \| \| \| \| \| \| \| \| \| \| \| \| \| \| \| \| \| \| \| \| \| \| \| \| \| \| \| \| \| \| \| \| \| \| \| \| \| \| \| \| \| \| \| \| \| \| \| \| 20. Francisco Sánchez de los Ríos Dorado \| \| \| \| \| \| \| \| \| \| \| \| \| \| \| \| \| \| \| \| \| \| \| \| \| \| \| \| \| \| \| \| \| \| \| \| \| \| \| \| \| \| \| \| \| \| \| \| \| \| \| \| \| \| 10. José Sánchez de los Ríos \| \| \| \| \| \| \| \| \| \| \| \| \| \| \| \| \| \| \| \| \| \| \| \| \| \| \| \| \| \| \| \| \| \| \| \| \| \| \| \| \| \| \| \| \| \| \| \| \| \| \| \| \| \| 21. Francisca Sánchez \| \| \| \| \| \| \| \| \| \| \| \| \| \| \| \| \| \| \| \| \| \| \| \| \| \| \| \| \| \| \| \| \| \| \| \| \| \| \| \| \| \| \| \| \| \| \| \| \| \| \| \| \| \| 5. Antonia de los Ríos y Landero \| \| \| \| \| \| \| \| \| \| \| \| \| \| \| \| \| \| \| \| \| \| \| \| \| \| \| \| \| \| \| \| \| \| \| \| \| \| \| \| \| \| \| \| \| \| \| \| \| \| \| \| \| \| 11. Inés Rodríguez Landero \| \| \| \| \| \| \| \| \| \| \| \| \| \| \| \| \| \| \| \| \| \| \| \| \| \| \| \| \| \| \| \| \| \| \| \| \| \| \| \| \| \| \| \| \| \| \| \| \| \| \| \| \| \| 1. Manuel de Godoy y Álvarez de Faria, príncipe de la Paz, duque de la Alcudia y de Sueca \| \| \| \| \| \| \| \| \| \| \| \| \| \| \| \| \| \| \| \| \| \| \| \| \| \| \| \| \| \| \| \| \| \| \| \| \| \| \| \| \| \| \| \| \| \| \| \| \| \| \| \| \| \| 24. Diego Álvarez de Faria y Rodríguez \| \| \| \| \| \| \| \| \| \| \| \| \| \| \| \| \| \| \| \| \| \| \| \| \| \| \| \| \| \| \| \| \| \| \| \| \| \| \| \| \| \| \| \| \| \| \| \| \| \| \| \| \| \| 12. Rodrigo Álvarez de Faria y Pinto \| \| \| \| \| \| \| \| \| \| \| \| \| \| \| \| \| \| \| \| \| \| \| \| \| \| \| \| \| \| \| \| \| \| \| \| \| \| \| \| \| \| \| \| \| \| \| \| \| \| \| \| \| \| 25. Beatriz Pinto y Serrano \| \| \| \| \| \| \| \| \| \| \| \| \| \| \| \| \| \| \| \| \| \| \| \| \| \| \| \| \| \| \| \| \| \| \| \| \| \| \| \| \| \| \| \| \| \| \| \| \| \| \| \| \| \| 6. Diego Álvarez de Faria y Rodríguez Pimienta \| \| \| \| \| \| \| \| \| \| \| \| \| \| \| \| \| \| \| \| \| \| \| \| \| \| \| \| \| \| \| \| \| \| \| \| \| \| \| \| \| \| \| \| \| \| \| \| \| \| \| \| \| \| 26. Álvaro Rodríguez Pimienta \| \| \| \| \| \| \| \| \| \| \| \| \| \| \| \| \| \| \| \| \| \| \| \| \| \| \| \| \| \| \| \| \| \| \| \| \| \| \| \| \| \| \| \| \| \| \| \| \| \| \| \| \| \| 13. Constanza Rodríguez Pimienta y Quirós \| \| \| \| \| \| \| \| \| \| \| \| \| \| \| \| \| \| \| \| \| \| \| \| \| \| \| \| \| \| \| \| \| \| \| \| \| \| \| \| \| \| \| \| \| \| \| \| \| \| \| \| \| \| 27. María de Quirós \| \| \| \| \| \| \| \| \| \| \| \| \| \| \| \| \| \| \| \| \| \| \| \| \| \| \| \| \| \| \| \| \| \| \| \| \| \| \| \| \| \| \| \| \| \| \| \| \| \| \| \| \| \| 3. María Antonia Justa Álvarez de Faria y Sánchez Zarzosa \| \| \| \| \| \| \| \| \| \| \| \| \| \| \| \| \| \| \| \| \| \| \| \| \| \| \| \| \| \| \| \| \| \| \| \| \| \| \| \| \| \| \| \| \| \| \| \| \| \| \| \| \| \| 28. Francisco Sánchez y Pardo \| \| \| \| \| \| \| \| \| \| \| \| \| \| \| \| \| \| \| \| \| \| \| \| \| \| \| \| \| \| \| \| \| \| \| \| \| \| \| \| \| \| \| \| \| \| \| \| \| \| \| \| \| \| 14. Alonso Sánchez y Zarzosa \| \| \| \| \| \| \| \| \| \| \| \| \| \| \| \| \| \| \| \| \| \| \| \| \| \| \| \| \| \| \| \| \| \| \| \| \| \| \| \| \| \| \| \| \| \| \| \| \| \| \| \| \| \| 29. María Zarzosa \| \| \| \| \| \| \| \| \| \| \| \| \| \| \| \| \| \| \| \| \| \| \| \| \| \| \| \| \| \| \| \| \| \| \| \| \| \| \| \| \| \| \| \| \| \| \| \| \| \| \| \| \| \| 7. Juana Sánchez Zarzosa y Lozano \| \| \| \| \| \| \| \| \| \| \| \| \| \| \| \| \| \| \| \| \| \| \| \| \| \| \| \| \| \| \| \| \| \| \| \| \| \| \| \| \| \| \| \| \| \| \| \| \| \| \| \| \| \| 15. Isabel Lozano y Vibas \| \| \| \| \| \| \| \| \| \| \| \| \| \| \| \| \| \| \| \| \| \| \| \| \| \| \| \| \| \| \| \| \| \| \| \| \| \| \| \| \| \| \| \| \| \| \| \| \| \| \| \| |                                                                                           |  |  |  |  |  |  |  |  |  |  |  |  |  |  |  |
| |                                                                                           |  |  |  |  |  |  |  |  |  |  |  |  |  |  |  |
| | 16. Bartolomé de Godoy y Morillo                                                          |  |  |  |  |  |  |  |  |  |  |  |  |  |  |  |
| |                                                                                           |  |  |  |  |  |  |  |  |  |  |  |  |  |  |  |
| |                                                                                           |  |  |  |  |  |  |  |  |  |  |  |  |  |  |  |
| | 8. Alonso de Godoy Ovando y Cáceres                                                       |  |  |  |  |  |  |  |  |  |  |  |  |  |  |  |
| |                                                                                           |  |  |  |  |  |  |  |  |  |  |  |  |  |  |  |
| |                                                                                           |  |  |  |  |  |  |  |  |  |  |  |  |  |  |  |
| | 17. Petronila de Cáceres y Morillo                                                        |  |  |  |  |  |  |  |  |  |  |  |  |  |  |  |
| |                                                                                           |  |  |  |  |  |  |  |  |  |  |  |  |  |  |  |
| |                                                                                           |  |  |  |  |  |  |  |  |  |  |  |  |  |  |  |
| | 4. Luis Vicente de Godoy Cáceres y Morillo                                                |  |  |  |  |  |  |  |  |  |  |  |  |  |  |  |
| |                                                                                           |  |  |  |  |  |  |  |  |  |  |  |  |  |  |  |
| |                                                                                           |  |  |  |  |  |  |  |  |  |  |  |  |  |  |  |
| | 9. Ana de Cáceres y Morillo                                                               |  |  |  |  |  |  |  |  |  |  |  |  |  |  |  |
| |                                                                                           |  |  |  |  |  |  |  |  |  |  |  |  |  |  |  |
| |                                                                                           |  |  |  |  |  |  |  |  |  |  |  |  |  |  |  |
| | 2. José de Godoy y Sánchez de los Ríos                                                    |  |  |  |  |  |  |  |  |  |  |  |  |  |  |  |
| |                                                                                           |  |  |  |  |  |  |  |  |  |  |  |  |  |  |  |
| |                                                                                           |  |  |  |  |  |  |  |  |  |  |  |  |  |  |  |
| | 20. Francisco Sánchez de los Ríos Dorado                                                  |  |  |  |  |  |  |  |  |  |  |  |  |  |  |  |
| |                                                                                           |  |  |  |  |  |  |  |  |  |  |  |  |  |  |  |
| |                                                                                           |  |  |  |  |  |  |  |  |  |  |  |  |  |  |  |
| | 10. José Sánchez de los Ríos                                                              |  |  |  |  |  |  |  |  |  |  |  |  |  |  |  |
| |                                                                                           |  |  |  |  |  |  |  |  |  |  |  |  |  |  |  |
| |                                                                                           |  |  |  |  |  |  |  |  |  |  |  |  |  |  |  |
| | 21. Francisca Sánchez                                                                     |  |  |  |  |  |  |  |  |  |  |  |  |  |  |  |
| |                                                                                           |  |  |  |  |  |  |  |  |  |  |  |  |  |  |  |
| |                                                                                           |  |  |  |  |  |  |  |  |  |  |  |  |  |  |  |
| | 5. Antonia de los Ríos y Landero                                                          |  |  |  |  |  |  |  |  |  |  |  |  |  |  |  |
| |                                                                                           |  |  |  |  |  |  |  |  |  |  |  |  |  |  |  |
| |                                                                                           |  |  |  |  |  |  |  |  |  |  |  |  |  |  |  |
| | 11. Inés Rodríguez Landero                                                                |  |  |  |  |  |  |  |  |  |  |  |  |  |  |  |
| |                                                                                           |  |  |  |  |  |  |  |  |  |  |  |  |  |  |  |
| |                                                                                           |  |  |  |  |  |  |  |  |  |  |  |  |  |  |  |
| | 1. Manuel de Godoy y Álvarez de Faria, príncipe de la Paz, duque de la Alcudia y de Sueca |  |  |  |  |  |  |  |  |  |  |  |  |  |  |  |
| |                                                                                           |  |  |  |  |  |  |  |  |  |  |  |  |  |  |  |
| |                                                                                           |  |  |  |  |  |  |  |  |  |  |  |  |  |  |  |
| | 24. Diego Álvarez de Faria y Rodríguez                                                    |  |  |  |  |  |  |  |  |  |  |  |  |  |  |  |
| |                                                                                           |  |  |  |  |  |  |  |  |  |  |  |  |  |  |  |
| |                                                                                           |  |  |  |  |  |  |  |  |  |  |  |  |  |  |  |
| | 12. Rodrigo Álvarez de Faria y Pinto                                                      |  |  |  |  |  |  |  |  |  |  |  |  |  |  |  |
| |                                                                                           |  |  |  |  |  |  |  |  |  |  |  |  |  |  |  |
| |                                                                                           |  |  |  |  |  |  |  |  |  |  |  |  |  |  |  |
| | 25. Beatriz Pinto y Serrano                                                               |  |  |  |  |  |  |  |  |  |  |  |  |  |  |  |
| |                                                                                           |  |  |  |  |  |  |  |  |  |  |  |  |  |  |  |
| |                                                                                           |  |  |  |  |  |  |  |  |  |  |  |  |  |  |  |
| | 6. Diego Álvarez de Faria y Rodríguez Pimienta                                            |  |  |  |  |  |  |  |  |  |  |  |  |  |  |  |
| |                                                                                           |  |  |  |  |  |  |  |  |  |  |  |  |  |  |  |
| |                                                                                           |  |  |  |  |  |  |  |  |  |  |  |  |  |  |  |
| | 26. Álvaro Rodríguez Pimienta                                                             |  |  |  |  |  |  |  |  |  |  |  |  |  |  |  |
| |                                                                                           |  |  |  |  |  |  |  |  |  |  |  |  |  |  |  |
| |                                                                                           |  |  |  |  |  |  |  |  |  |  |  |  |  |  |  |
| | 13. Constanza Rodríguez Pimienta y Quirós                                                 |  |  |  |  |  |  |  |  |  |  |  |  |  |  |  |
| |                                                                                           |  |  |  |  |  |  |  |  |  |  |  |  |  |  |  |
| |                                                                                           |  |  |  |  |  |  |  |  |  |  |  |  |  |  |  |
| | 27. María de Quirós                                                                       |  |  |  |  |  |  |  |  |  |  |  |  |  |  |  |
| |                                                                                           |  |  |  |  |  |  |  |  |  |  |  |  |  |  |  |
| |                                                                                           |  |  |  |  |  |  |  |  |  |  |  |  |  |  |  |
| | 3. María Antonia Justa Álvarez de Faria y Sánchez Zarzosa                                 |  |  |  |  |  |  |  |  |  |  |  |  |  |  |  |
| |                                                                                           |  |  |  |  |  |  |  |  |  |  |  |  |  |  |  |
| |                                                                                           |  |  |  |  |  |  |  |  |  |  |  |  |  |  |  |
| | 28. Francisco Sánchez y Pardo                                                             |  |  |  |  |  |  |  |  |  |  |  |  |  |  |  |
| |                                                                                           |  |  |  |  |  |  |  |  |  |  |  |  |  |  |  |
| |                                                                                           |  |  |  |  |  |  |  |  |  |  |  |  |  |  |  |
| | 14. Alonso Sánchez y Zarzosa                                                              |  |  |  |  |  |  |  |  |  |  |  |  |  |  |  |
| |                                                                                           |  |  |  |  |  |  |  |  |  |  |  |  |  |  |  |
| |                                                                                           |  |  |  |  |  |  |  |  |  |  |  |  |  |  |  |
| | 29. María Zarzosa                                                                         |  |  |  |  |  |  |  |  |  |  |  |  |  |  |  |
| |                                                                                           |  |  |  |  |  |  |  |  |  |  |  |  |  |  |  |
| |                                                                                           |  |  |  |  |  |  |  |  |  |  |  |  |  |  |  |
| | 7. Juana Sánchez Zarzosa y Lozano                                                         |  |  |  |  |  |  |  |  |  |  |  |  |  |  |  |
| |                                                                                           |  |  |  |  |  |  |  |  |  |  |  |  |  |  |  |
| |                                                                                           |  |  |  |  |  |  |  |  |  |  |  |  |  |  |  |
| | 15. Isabel Lozano y Vibas                                                                 |  |  |  |  |  |  |  |  |  |  |  |  |  |  |  |
| |                                                                                           |  |  |  |  |  |  |  |  |  |  |  |  |  |  |  |
| |                                                                                           |  |  |  |  |  |  |  |  |  |  |  |  |  |  |  |